# サウス・ラナークシャー

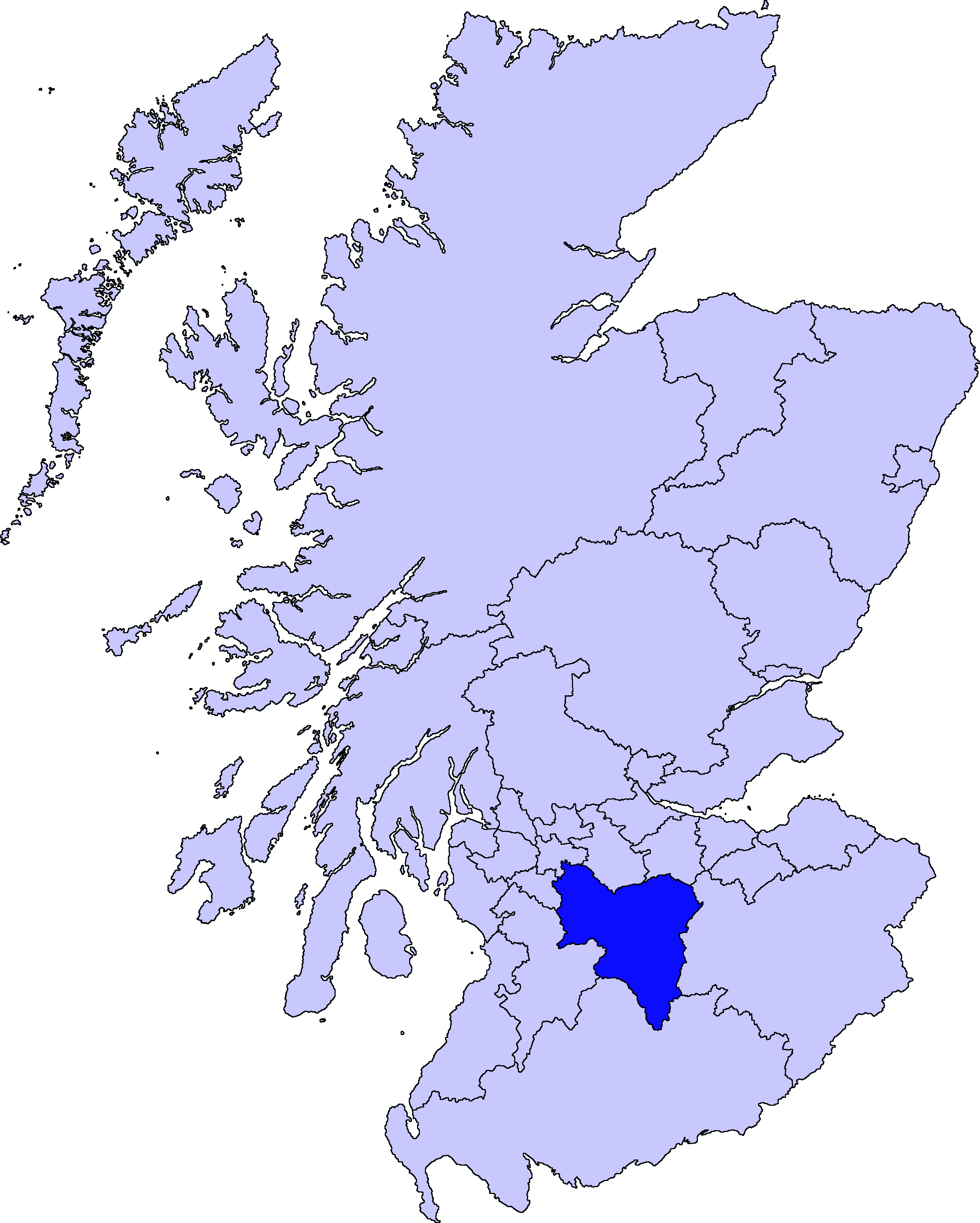
サウス・ラナークシャー

サウス・ラナークシャー（英語: South Lanarkshire、スコットランド・ゲール語: Siorrachd Lannraig a Deas）は、スコットランドの行政区画の1つである。
グラスゴーの南東に接する。
総面積1772平方キロメートル。総人口は319,020人 (2019年; スコットランド5位)、人口密度は180人/km2である。
中心都市はハミルトン。

## 史跡
- ニュー・ラナーク

## 地形
- クライド滝
- クライド川